# Quintus Ostorius Scapula
Quintus Ostorius Scapula was een Romeins politicus in de tijd van keizer Augustus.
Scapula was de zoon van ene Ostorius en behoorde tot de stand van de equites. In 2 v.Chr. werd hij samen met Publius Salvius Aper benoemd tot de eerste praefectus praetorio. Hoelang zij het ambt bekleed hebben, valt uit de overgeleverde historische bronnen niet meer op te maken, maar duidelijk is dat zij aan het einde van Augustus' principaat niet meer in deze functie opereerden, aangezien toen Lucius Seius Strabo praefectus praetorio was.
Tijdens het principaat van Tiberius bekleedde Scapula op een zeker moment het ambt van consul suffectus, samen met Gaius Sellius Rufus. Waarschijnlijk waren zij in het betreffende jaar de laatsten die dit ambt bekleedden, want van een wet van hun hand dateert van vier dagen voor de idus van november van dat jaar.
Quintus was een broer van Publius Ostorius Scapula, die rond 9/10 n.Chr. praefectus Alexandreae et Aegypti was. Zijn zoon of neef, die eveneens Publius heette, was van 47 n.Chr. tot 52 gouverneur van Brittania.